# Ispadanje suglasnika
Ispadanje (gubljenje, redukcija) suglasnika glasovna je promjena u hrvatskom jeziku[još koji?] pri kojoj od dva ista suglasnika koji se nađu zajedno ostaje samo jedan. Do promjene dolazi i kada treba pojednostavniti složene skupine suglasnika.

## Primjeri ispadanja suglasnika
Suglasnici se gube:
- u prefiksalnoj tvorbi riječi
od + dijeliti > odijeliti, bez + zvučni > bezvučni

- nakon nekih glasovnih promjena
bez + subjektan – bessubjektan (jednačenje po zvučnosti) > besubjektna
iz + šarati – isšarati (jednačenje po zvučnosti) - iššarati (jednačenje po mjestu tvorbe) > išarati

Suglasnici d i t ispadaju u sljedećim slučajevima:
- ispred c, č, ć u nekim suglasničkim skupinama (uzrok tome su problemi s glasom c)
otac – otca > oca, sudac – sudca > suca

- ispred št
gospodština > gospoština, hrvatština > hrvaština

- u suglasničkim skupovima stn, zdn, ždn, stl, stk, štnj
mjesto – mjestni > mjesni, most – mostni > mosni, kazalište – kazalištni > kazališni, nužda – nuždni > nužni, godište – godištnji – godišnji

Suglasnik s gubi se ispred sufiksa -ski kad dolazi iza č, ć, s, š:
mladić + -ski – mladićski > mladićki, ribič – ribičski > ribički, Rus + russki > ruski, nogometaš – nogometašski – nogometaški
Izmijenjena osnova naziva se okrnjena osnova, prefiks okrnjenim prefiksom, a sufiks okrnjenim sufiksom.

## Odstupanja kod ispadanja suglasnika
Suglasnici ne ispadaju u sljedećim slučajevima:
- u superlativnu pridjeva koji počinju glasom j
najjači, najjužniji, najjasniji, najjeftiniji

- u situacijama kad bi se izgubilo značenje riječi, najčešće u složenicama
nad + državni > naddržavni (nadržavni)
nuzzarada, naddruštveni, poddijalekt

- ako su s i z završni suglasnici prefiksa, ne dolazi do ispadanja:
bez dlake > bezdlak, iz + tisnuti > istisnuti

- kod ženskih mocijskih parnjaka imenica muškog roda na -ist
komunist – komunistkinja

Ovo se pravilo provodi u pismu, ali ne i u govoru:
- kod nekih se posuđenica skup st može i ne mora ostaviti radi lakšeg razumijevanja:
aoristni, azbestni, protestni i aorisni, azbesni, protesni

## Neispadanje glasova d i t
U hrvatskom jeziku postoje glasovi koji su dvostruko artikulirani, dakle glasovi koji nastaju spajanjem dvaju glasova u jedan. To su glasovi c, č, ć, dž i đ.[nedostaje izvor]
- glas c nastaje stapanjem glasova t i s
- glas č nastaje stapanjem glasova t i š
- glas ć nastaje stapanjem glasova t i ś
- glas dž nastaje stapanjem glasova d i ž
- glas đ nastaje stapanjem glasova d i ź

To dovodi do sljedećih pojava koje se ne zapisuju:
- kada se t i s nađu zajedno, oni tvore glas c
Hrvatska, Imotski, tsunami, petsto
(izgovara se: Hrvacka, Imocki, cunami, pecto)

- kada se d i s nađu zajedno, d po zvučnosti prijeđe u t, zatim t i s tvore glas c
gradski, brodski, ljudski, sudski
(izgovara se: gracki, brocki, ljucki, sucki)

- kada se t i c nađu zajedno, t se upije u c jer se c sastoji do t i s (tc -> tts -> ts -> c)
curetci, kutci, metci, napitci, naputci, ostatci, podatci, privitci, svetci, trenutci, zadatci
(izgovara se: cureci, kuci, meci, napici, napuci, ostaci, podaci, privici, sveci, trenuci, zadaci)

- kada se d i c nađu zajedno, d po zvučnosti prijeđe u t, zatim se t se upije u c jer se c sastoji do t i s (dc -> tc -> tts -> ts -> c)
otpadci, sudci
(izgovara se: otpaci, suci)

- kada se t i č nađu zajedno, t se upije u č jer se č sastoji do t i č (tč -> ttš -> tš -> č)
svetče (vokativ od svetac)
(izgovara se: sveče)

- kada se d i č nađu zajedno, d se po tvučnosti izjednači u t , zatim se upije u č jer se č sastoji do t i č (dč -> tč -> ttš -> tš -> č)
sudče (vokativ od sudac)
(izgovara se: suče)

Vrijedi sljedeće pravilo:
U oblicima imenica na -tac, -dac, -tak i -dak u izgovoru se gube glasovi t i d, ali se to ispadanje u pismu ne bilježi.
| Broj    | Padež        | -tac     | -dac    | -tak      | -dak      |
| ------- | ------------ | -------- | ------- | --------- | --------- |
| Jednina | Nominativ    | svetac   | sudac   | zadatak   | dohodak   |
| Jednina | Genitiv      | svetca   | sudca   | zadatka   | dohotka   |
| Jednina | Dativ        | svetcu   | sudcu   | zadatku   | dohotku   |
| Jednina | Akuzativ     | svetca   | sudca   | zadatak   | dohodak   |
| Jednina | Vokativ      | svetče   | sudče   | zadatče   | dohodče   |
| Jednina | Lokativ      | svetcu   | sudcu   | zadatku   | dohotku   |
| Jednina | Instrumental | svetcom  | sudcom  | zadatkom  | dohotkom  |
| Množina | Nominativ    | svetci   | sudci   | zadatci   | dohodci   |
| Množina | Genitiv      | svetaca  | sudaca  | zadataka  | dohodaka  |
| Množina | Dativ        | svetcima | sudcima | zadatcima | dohodcima |
| Množina | Akuzativ     | svetce   | sudce   | zadatke   | dohotke   |
| Množina | Vokativ      | svetci   | sudci   | zadatci   | dohodci   |
| Množina | Lokativ      | svetcima | sudcima | zadatcima | dohodcima |
| Množina | Instrumental | svetcima | sudcima | zadatcima | dohodcima |